# Gisekia paniculata
Gisekia paniculata är en tvåhjärtbladig växtart som beskrevs av Lucien Leon Hauman. Gisekia paniculata ingår i släktet Gisekia och familjen Gisekiaceae. Inga underarter finns listade i Catalogue of Life.